# スーパーマリオサンシャイン
『スーパーマリオサンシャイン』（英: Super Mario Sunshine）は、2002年7月19日に任天堂から発売されたニンテンドー ゲームキューブ専用ゲームソフト。アメリカは同年8月26日、ヨーロッパは同年10月4日発売。
2020年9月18日には本作と『スーパーマリオ64』、『スーパーマリオギャラクシー』の3本をまとめた、『スーパーマリオ 3Dコレクション』がNintendo Switch専用ソフトとして2021年3月末までの期間限定で発売された。

## ゲーム内容
前作『スーパーマリオ64』のシステムを踏襲した続編的作品で、マリオが南国のリゾート地「ドルピック島」を舞台に様々な冒険を繰り広げていく。ゲームキューブの性能を生かした緻密な水の描写が特徴的で、背中に背負った「ポンプ」で落書きや汚れを落とす、水を放射するなどの水を駆使したアクションをゲームの中心に据えている。前作同様、箱庭を探索するステージ構成となっており、ゴールは特に決められていない。
操作は前作とほぼ同じであるが、ヘッドスライディングやポンプアクションが追加された代わりにパンチ、キックなど従来の一部攻撃アクションが削除されている点も今作の特徴として挙げられる。ポンプのノズルは変更可能で、それぞれのノズルによって能力や効果に違いがある為、場面ごとの使い分けが非常に重要になってくる。このため、他シリーズの変身マリオの要素は概ねポンプのノズルチェンジ能力に当てられている。
ダメージを受けると画面右上にオレンジ色のライフメーター（水中では水色の酸素メーター）が出現してダメージごとに減っていき、メーターが完全になくなる（8回ダメージを受ける）か奈落などに落ちると1ミスでマリオの残数が減る（モンテマンレースやタイムコースで負けるか、イカサーフィンでは壁や障害物にぶつかると即ミスとなる。また、ピンナパークの『ジェットコースターでフーセン割り』では3周する間にロケットで風船を全て割らないと即ミスになるので残数を増やすことがオススメ）。残数が0の時にミスしたらゲームオーバーとなり、タイトル画面に戻るか、セーブした状態からやり直すことができる。ライフメーターはコインを取ると回復（コイン1枚毎にライフ1回復）し、1UPキノコを取るとフル回復。水中ではコインか気泡を取る、もしくは息継ぎをすると回復。なお、前作では落下する高さや攻撃によってライフの減りが異なっていたが、今作ではコロナマウンテンの障害物に触れたとき以外は、1つずつしか減らない。リコハーバーの『GO！GO！イカサーフィン』では制限時間が過ぎたときにゴールすると、ステージから追放されてやり直しになる（この際、1ミスでマリオの残数が減ることはない）。
本作はヨッシーも登場する。ヨッシーのタマゴを持ったニセマリオを倒す事で出現するようになる。乗る事ができ、乗っている間は口からジュースを発射可能。ただしヨッシーに乗るには、タマゴのふきだしに描かれた「欲しがっているフルーツ」を与えてタマゴを孵化させる必要がある。胃袋メーターは時間が経つと減っていき、ジュースを発射しても減っていく。また、本作では従来のヨッシーとは異なり水が苦手であるため、水に入ったり（これは今回のヨッシーは魔法の絵具の力で具現化されたものだからという説がある）、胃袋メーターが空になったりするとヨッシーの体が緑になってその場で消えてしまう。落ちているフルーツを食べて補給でき、フルーツによって身体やジュースの色が変わる（ピンク、オレンジ、紫の全3色）。
また、本作で探すのは「スター」ではなく、太陽の形をした「シャイン」である。シャインを集めると、少しずつドルピック島の太陽の光が強くなる。シャインを一定数集めるとマリオがサングラスをかけたり、アロハシャツを着たりすることができるようになる。
一定時間操作しないでいるとマリオが寝はじめる。最初はその場に座りこんで寝ているが、更に一定時間経つと横になって眠ることになる。本作以降は眠っている時に「Zzz…」のマークがつくようになり、鼾の音もリニューアルされているほか、マリオが寝はじめるタイミングも早くなっている。体力が残り3以下のときはうなだれて喘ぐようになる。
中心の街ドルピックタウンから、8つのステージに移動しクリアしていく形となる。各ステージは8つのSTORYからなり、STORYの違いにより、同一マップのステージの状況が逐一変化していく。1つのSTORYで最低1つのシャインが取得できるほか、隠しステージやコイン集めなどで取得できる。シャインは119個以下で通常エンディングだが、全120個のシャインを集めた後にもう一度コロナマウンテンに行ってクッパを倒すとパーフェクトクリアでハッピーエンディングとなる。なお、STORY7は全ステージでニセマリオを倒す条件に統一されている。

## ストーリー
物語はマリオがピーチ姫たちと共にドルピック島という南国の島をバカンスで訪れる所から始まる。
マリオたちが乗る王族専用の飛行機がドルピック島の空港に着陸しようとしていた。しかし不思議な力を持つ絵の具の力で、落書きされた滑走路の中心部が陥没した為に、危うく着陸を失敗して事故を起こしかける。空港で出会ったポンプとともにこの問題を解決するマリオであったが、そこへ警察官が近づいてきて、マリオは逮捕されてしまう。それというのも、ドルピック島ではあちこちで同じような落書きと、それにともなう被害が発生、島の守り神である光の象徴「シャイン」たちが逃げてしまい、太陽の光が十分に届かない事態にまで発展しており、島の各所でマリオにそっくりな人（ニセマリオ）が落書きをしていたという目撃情報が寄せられていたためである。裁判でもピーチ姫たちの異議も却下され、無実にもかかわらず有罪判決を受け、島をきれいにするまで島を出てはならないことを宣告されてしまう。
マリオたちは潔白の証明と島民たちのために、落書きを消しながらシャインを集め、真犯人を追うことにする。
途中でニセマリオによってピーチ姫がさらわれてしまい、さらにはニセマリオの正体がクッパの息子であるクッパJr.であることが発覚する。クッパJr.はクッパから「ピーチ姫はクッパJr.の母親であり、悪人であるマリオにさらわれた」と吹き込まれており、今回の事件はクッパJr.によるピーチ姫の「奪還作戦」なのであった。
最終的にマリオたちはクッパたちとコロナマウンテンの奥で決戦を行い、撃破する。本来の明るさを取り戻したドルピック島で、ポンプを交えて改めてバカンスをやり直すマリオたち。
一方、クッパはクッパJr.にピーチ姫が実際には母親ではないことを告げようとするが、クッパJr.はそれを知っていたことと、大きくなったらまたマリオと戦いたいことをクッパに話す。クッパは息子の頼もしさを喜ぶが、今はゆっくり休もうと言うのであった。

## キャラクター

### メインキャラクター
マリオ
主人公の1人。ピーチ姫やキノピオらと共にドルピック島へバカンスへ訪れたが、ニセマリオの策にはまり警察へ連行・起訴され、裁判の結果により汚れを一掃するまで島から出てはならないと罰せられた。ポンプとの出会いと今回の事件を機に、島の様々な世界を探検することになる。クッパ親子との戦いに勝利した後は、再び裁判の結果より無罪となり中断されたバカンスを楽しんでいる。
本作のポンプのチュートリアル内では、これまでには明かされていなかったマリオの詳細な情報が明らかとなっている。
ポンプ
オヤ・マーサイエンス社が製造した機械。AIのようなものが搭載されており、会話をすることが可能。喋っている際はノーマルノズルの放水口が動く。マリオと初めて出会った際には彼の個人情報や過去の活躍の一部を読み取っている。コロナマウンテンでの最終決戦ではロケットノズルを多用したことで破損してしまうが、キノピオ達により修復され、共にバカンスの続きを楽しんでいる。ノズルボックスに保管された兄弟ノズルに切り替えることで様々なギミックを使用可能。能力等についてはポンプアクションの項を参照。
後のスーパーマリオシリーズでは登場はしていないが、「大乱闘スマッシュブラザーズ」シリーズでは『X』以降はマリオの必殺技アクションとして続投され続け、『SP』ではスピリットとしても登場した。また、次作「スーパーマリオギャラクシー」「スーパーマリオギャラクシー2」では、泡もしくは炎を噴出するポンプの頭部を模したマシンが特定ステージに配置されている。
ピーチ姫
キノコ王国のお姫様。南国のドルピック島へバカンスが舞台のためか、日傘やショートスリーブのドレスを身に着けている。島へやってくると誰よりも早くマリオにそっくりなニセマリオの存在に気づいたものの、最終的に誘拐され、ピンナパークで正体を現したクッパJr.によってコロナマウンテンへと連れ去られた。マリオがクッパ親子の戦いに勝利した後は、キノじい達と合流しマリオらと共にバカンスの続きを楽しんでいる。
キノじい
本作初登場。ピーチ姫を慕うキノピオの老人。
ヨッシー
ヨースター島の恐竜。フルーツを与えると卵から現れる。マリオを軸とした作品では『スーパーマリオ ヨッシーアイランド』以来。本作では従来のヨッシーとは異なり水が苦手。ピンナパークではヨッシーは昔は島にいたとされており、現在では伝説の生き物とされている。また、ドルピックタウンに生息していたヨッシーには、生き物を石にしてしまう能力があると言われていた。
水の代わりにジュースを発射することができ、これで水と同じように汚れを落とせる他、当たった一部の種類の敵をヨッシーの色に応じた移動もしくは静止ブロックに一定時間だけ変化させることが可能で、ブロックとなった後に消滅した敵は復活しない。また、ジャンプ距離はマリオよりも長く、中でもスピンジャンプではかなりの距離を滞空可能。更にあらゆる敵を食べて倒すことが可能で、その中にはマリオが倒せない敵も存在する。
クッパ
シリーズ恒例のラスボス。本作から息子のクッパJr.とともに登場。息子に「ピーチ姫はクッパJr.の母親であり、悪人であるマリオにさらわれた」と嘘をついたことで今回の事件に発展した。マリオとの戦いに敗れた後、自身はクッパJr.にピーチ姫が実際には母親ではないことを告げようとするが、息子はそれを知っていたことと、大きくなったらまたマリオと戦いたいことをクッパに話した。
コロナマウンテンでの決闘では、湯舟を揺らして湯を溢れさせながら炎のブレスを吐く。
クッパJr.
本作初登場のクッパの息子。ニセマリオに変装してはドルピック島を汚し回って混乱に陥れ、マリオに冤罪を着せると同時にピーチ姫の奪還作戦に乗り出したが、ピンナパークでのメカクッパ戦であえなく正体を現すことになり、気球でコロナマウンテンへと逃走した。最終的にマリオに風呂場を壊され敗れたが、クッパは息子の頼もしさを称賛していた。コロナマウンテンでの最終決戦では、玩具の船に乗りながらキラーを発射してくるが、水をかけることで怯ませることが可能。
所持している絵筆はオヤ・マーサイエンス社が開発した「マジックブラシ」と呼ばれ、オヤ・マー博士がクッパJr.に与えたもの。この筆で描くと願いが叶うと言われており、描いたものは実体化する。作中では、ラクガキによりドロドロやステージの入り口を生み出していた。生み出したドロドロは木や建造物などの物体、更には生物まで封印してしまうが、水をかけることで解決可能。
以降は次作「スーパーマリオギャラクシー」や「Newスーパーマリオブラザーズ」などのスーパーマリオシリーズやパーティゲーム作品等に登場しており、「大乱闘スマッシュブラザーズ」シリーズにおいても『for』からコクッパ一族と共に本格参戦。加えて、「スーパーマリオ3Dワールド + フューリーワールド」ではある事情でマリオとタッグを組み、おたすけ（アシスト）キャラやプレイアブルキャラとして登場する他、本作の事件を助長した「マジックブラシ」を攻撃アクションとして用いることが可能となっている。

### その他
モンテ族
頭上にヤシの木の葉を生やした、ドルピック島の住人。陽気な性格の者や力自慢の者が多く、時にはマリオを投げ飛ばしてくることも。キノコを集める者は背負ったキノコによく火がついてしまい大慌てで走り回っている。踏みつけたり、水をかけるなど攻撃をすると立ち止まって怒る。
「スーパーマリオギャラクシー2」ではスカイビーチギャラクシーにて登場し、踏みつけると怒るなどの動作も健在。その他の作品にもこっそり登場している。
マーレ族
巻貝のような体をしたドルピック島の住人。故郷はマーレのいりえだが、海が汚染されたことで離れていった者も多い。海が綺麗になると再び戻り始め、深海では故郷を救ってくれたマリオを歓迎するかのように大勢のマーレ族が集まっている。水をかけるなど攻撃をすると貝殻に身を隠す。
モンテマン
モンテ族の仮面を被った謎の人物。モンテのむらの村長は、彼はモンテ族とは無関係と発言している。マンマビーチ、マーレのいりえ、モンテのむらにて「モンテマンレース」と呼ばれるレースをマリオに挑んでくる。レースに負けるとミスとなる。モンテマンのベストレコードを更新すると、再戦時にはレースのルートを見直して勝負を挑んでくる。

## 開発

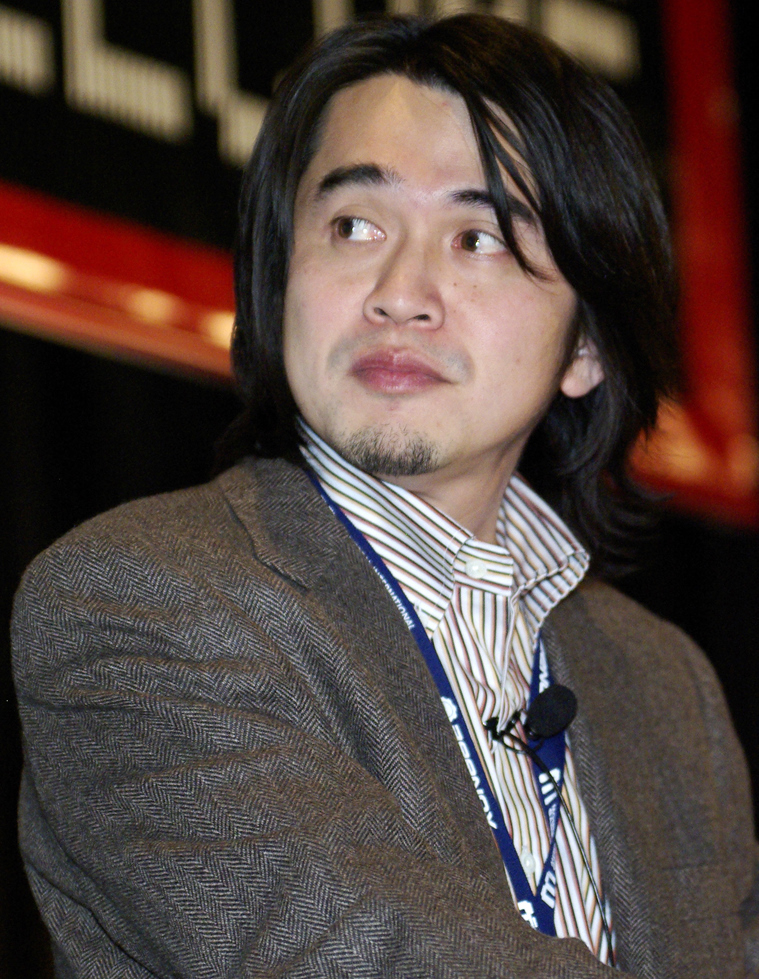
小泉歓晃は、任天堂でさまざまなプロジェクトに携わった後、スーパーマリオサンシャインのディレクターを務めた。

『スーパーマリオ64』の続編は数年間開発されており、中止されたゲームであるスーパーマリオ64-2/スーパーマリオ128は、直接の続編として任天堂が考案したアイデアの一部だった。スーパーマリオサンシャインは、初めてNintendo Space World 2001で公開された。その後、E3 2002でも再び公開された。このゲームは任天堂情報開発本部（EAD）によって開発された。
このゲームでは、任天堂のデザイナーである小泉歓晃が初めて主導的なディレクターを務めた。彼は10年間にわたる見習い期間を経て、さまざまなゲームに携わってきた。スーパーマリオシリーズの創造者である宮本茂と手塚卓志がプロデューサーを務めた。このゲームは、岩田聡が任天堂の社長に就任し、山内溥から引き継いだ後に初めて制作された任天堂のファーストパーティゲームである。ニンテンドー ゲームキューブ向けにマリオゲームを開発することは、山内が退任前にチームに与えた最後の依頼だった。
小泉歓晃、臼井健太、手塚卓志によるスーパーマリオサンシャインの開発に関するインタビューでは、このゲームの開発がスーパーマリオ128の公開後に始まり、『ゼルダの伝説 ムジュラの仮面』の批評的および商業的成功を受け、小泉が水ポンプを使用したゲームプレイのアイデアを思いついたと述べられている。しかし当初、小泉、宮本、手塚はその世界観がマリオには大胆すぎると感じていた。水ノズル候補は10種類あり、その中でポンプがゲームの設定に適しているため選ばれたが、お気に入りではなかった。また、ヨッシー関連のいくつかの機能（例えばヨッシーが飲んだ水を吐き出す機能）は省略された。
この作品はマリオシリーズで初めてピーチ姫のパニエ風オーバースカートやポニーテール、キノピオの異なる色の斑点や黄色い縁取り付きベストなどが登場した。
近藤浩治と田中しのぶが本作の楽曲を作曲した。近藤は、ドルピックタウン、ビアンコヒルズ、リコハーバー、ジェラートビーチのメインテーマとエンディングの作曲を担当し、その他の楽曲は田中が担当した。サウンドトラックには、オリジナルのスーパーマリオブラザーズの地上BGMや地下BGMなど、マリオの定番曲のアレンジが多数収録されている。
本作には、マリオシリーズのさまざまなキャラクターの定番声優が多数出演している。チャールズ・マートネーがマリオ、ジェン・テイラーがピーチとキノピオ、キット・ハリスがポンプと女性ノコノコ、スコット・バーンズがクッパ（ビデオゲームで初めて台詞を伴う役柄）、キノピオ隊長、男性ノコノコ、男性ピエロ、ドロレス・ロジャースがクッパJr.と女性ピエロの声を担当している。シリーズのほとんどのゲームとは異なり、本作のカットシーンは英語のフルボイスとなっている。

## 発売
本作は2002年7月19日に日本で発売された。その後、同年8月26日にアメリカ合衆国で発売された。ゲームキューブ本体とゲームが同梱されたGameCube bundleは、2002年10月14日に北米で発売された。本作は1996年のスーパーマリオ64、2007年の『スーパーマリオギャラクシー』とともに、2020年9月18日にNintendo Switch向けの『スーパーマリオ 3Dコレクション』として再発売された。また、Nintendo Switch 2向けのNintendo Classicsとしても発売される予定である。

## 評価
スーパーマリオサンシャインはゲーム批評家とファンから高く評価された。特にグラフィック、音楽、ストーリー、ゲームプレイとポンプの追加が称賛された。『IGN』は水を使用するバックパックの追加をゲームプレイの向上として評価し、『GameSpy』は「多彩なアクションと美しく構築された環境」に言及した。本作は『Nintendo Power』から満点を獲得し、「すばらしいグラフィック、優れた音楽、巧妙なレイアウト、面白いシネマシーンと独創的なパズル」と評された。
スーパーマリオサンシャインは『GameSpot』の年間「ゲームキューブ最優秀プラットフォーマー」賞を受賞した。『GamePro』は満点を付け、「卓越したゲームデザイン、無限のゲームプレイの多様性、創造性と生命力の傑作」と評した。アメリカの『Game Informer』は「これまでで最高のマリオゲーム」と評した可能性があると述べた。『Computer and Video Games』も『スーパーマリオ64』より優れていると述べた。本作は『Official Nintendo Magazine』の「歴代任天堂のゲーム100選」で46位にランクインした。一方、『AllGame』はやや低評価で、「スーパーマリオ64とスーパーマリオサンシャインの間の6年間でプラットフォーマーはより壮大に、よりインタラクティブに、より美しくなった。しかしコアなアイテム収集の要素は変わっていない。続編に期待される通常の強化以外に、多くの新鮮なアイデアがないのはやや残念だ」とした。
一部の批評家はカメラシステムと高難度を問題視した。本作のフルボイス演技やポンプの採用には賛否両論があった。『GameSpot』のJeff Gerstmannはポンプやヨッシーを含む追加要素を「単なるギミック」と批判し、カメラシステムにも不満を示した。Gerstmannはゲームがやや未完成で急ごしらえに見えるとも述べ、『Computer and Video Games』のMatt Walesも同様の見解を示した。『GameSpot』は本作を2002年で最も期待外れのゲームキューブゲームに選出した。第6回インタラクティブ・アチーブメント賞ではAcademy of Interactive Arts & Sciencesがスーパーマリオサンシャインを「Console Platform Action/Adventure Game of the Year」にノミネートした。日本ではゲーマガの満足度ランキング横丁のコーナーで2009年に読者投票として行われた「期待外れだったゲーム」で10位中6位にランクインしている（票数は不明）。

### 売上
日本ではスーパーマリオサンシャインは発売から4日間で40万本以上を売り上げた。アメリカでは発売から10日間で35万本以上を売り上げ、これはPlayStation 2の『グランド・セフト・オートIII』、Xboxの『Halo』、およびNINTENDO 64の『スーパーマリオ64』の発売初動を上回り、ゲームキューブのハードウェア売上を押し上げた。ヨーロッパでは発売から1週間で17万5000本の販売を記録した。日本では2002年10月までに62万4,240本を売り上げている。2002年にはNPD Groupによるとアメリカで10番目に売れたゲームであった。2003年には高い売上を記録したゲームを低価格で販売するPlayer's Choiceラインの一環として再発売された。2006年7月までにアメリカだけで250万本、売上は8500万ドルに達した。Next Generationは2000年1月から2006年7月までの間に発売されたPlayStation 2、Xbox、ゲームキューブ向けゲームの中で9番目に売れた作品と評価した。2006年6月までに世界では550万本以上の販売を達成している。しかし、岩田聡はE3 2003にて、本作と『Metroid Prime』の売上は任天堂の期待には届いていないことを明かした。

## その後の展開
スーパーマリオサンシャインはその後のマリオシリーズに引き継がれるいくつかの要素を導入した。多くのボスキャラクターはゲームキューブで発売されたマリオのスピンオフ作品に登場しており、例えば『マリオカート ダブルダッシュ!!』ではクッパJr.、アンロック可能なペテイパラナやキングテレサが登場し、『マリオゴルフ ファミリーツアー』では4人のアンロック可能キャラクターがいる。
スーパーマリオサンシャインはシャインスプライトを導入しており、これらは『マリオカートDS』や『ペーパーマリオRPG』などのマリオ作品に登場している。また、本作はBowser Jr.の初登場作品でもあり、『New スーパーマリオブラザーズ』、『マリオカートWii』、『New スーパーマリオブラザーズWii』、『New スーパーマリオブラザーズU』、『スーパーマリオギャラクシー』、『スーパーマリオギャラクシー2』などで用いられた。以降のマリオのスピンオフやスポーツゲームにも登場している。ペテイパラナ、クーパー ブルーパー、トードスワースのレギュラ―キャラクターもここで初登場している。『大乱闘スマッシュブラザーズ』シリーズにはスーパーマリオサンシャインのオリジナル要素が多数取り入れられており、中でもポンプは『大乱闘スマッシュブラザーズX』以降マリオの技の一部として登場している。2002年のインタビューで宮本茂は、スーパーマリオサンシャインが「一般ユーザーにとって難しくなってしまった」ことを後悔していると語っており、任天堂のゲームは家族の誰でも遊べるべきと考えていること、振り返ると秘密のコースをスキップできるようにすればよかったと述べている。
2020年9月18日に任天堂からNintendo Switch専用ソフトとして、本作（後期版）とスーパーマリオ64、スーパーマリオギャラクシーの3本を収録して2021年3月末までの期間限定で発売された。
多言語対応しており全言語において北米版及び日本後期版の変更点が取り入れられている他、ボタンの割り当てやHD解像度への対応や画面比率が4:3から16:9へ変更するなど、Nintendo Switchで遊びやすいように少しずつリニューアルされており、2020年11月17日に配信された更新データでゲームキューブ コントローラに対応した。このデータによりカメラのリバース化が可能になるなどで操作方法は概ねゲームキューブ版と同じになったがボタンの表示は前のままで、ゲームキューブ版の表示になっていない。
また、3本のソフトのサウンドトラックの曲が聴ける。サウンドトラックには本作のステージ曲の他、北米版や後期版で使用されたモンテマンレース専用BGMや、各ムービーのイントロ、差分などが収録されている。また、全曲音源化されたのは初めてである。